# Christopher Cain
Christopher Cain (Sioux Falls, South Dakota, 29 oktober 1943) is een Amerikaanse regisseur, scenarist en producent.
Hij is sinds 1969 getrouwd met actrice Sharon Thomas. Het echtpaar heeft drie kinderen, waaronder een geadopteerde zoon Dean Cain, die als acteur werkt.

## Filmografie
- Grand Jury (1976)
- Elmer (1976)
- Sixth and Main (1977)
- Charlie and the Talking Buzzard (1979)
- The Stone Boy (1984)
- That Was Then... This Is Now (1985)
- Where the River Runs Black (1986)
- The Principal (1987)
- Young Guns (1988)
- Wheels of Terror (1990) (tv-film)
- Lakota Moon (1992) (tv-film)
- Pure Country (1992)
- The Next Karate Kid (1994)
- The Amazing Panda Adventure (1995)
- Gone Fishin' (1997)
- Rose Hill (1997) (TV)
- A Father's Choice (2000) (TV)
- PC and the Web (2001)
- September Dawn (2007)
- Pure Country 2: The Gift (2010)
- Deep in the Heart (2012)